# Viktorija Mullova
Viktorija Mullova, in russo Виктория Муллова (Mosca, 27 novembre 1959), è una violinista russa di fama internazionale.

## Biografia
Inizia a studiare violino a soli 4 anni di età, prima presso la Scuola Centrale di Musica e, quindi, al Conservatorio di Mosca, sotto la direzione del violinista Leonid Kogan (1924-1982).
Si è imposta all'attenzione internazionale vincendo il primo premio al Concorso internazionale di violino Jean Sibelius di Helsinki nel 1980.
Nel 1982 ottiene il primo premio ex aequo (insieme a Sergej Stadler) al Concorso internazionale Čajkovskij.
Il suo vasto repertorio va dal ‘600 alla musica contemporanea e comprende opere barocche eseguite secondo la prassi del tempo, compositori classici, nuove interpretazioni di musica pop e di jazz.
Suona uno Stradivari Jules Falk del 1723, acquistato a un'asta da Sotheby's, e un Guadagnini del 1750.
Nel 2015 compare nel film Youth - La giovinezza diretto dal Regista Premio Oscar Paolo Sorrentino ed interpreta sé stessa.

## La fuga dall'Unione Sovietica
Durante una tournée in Finlandia, nel 1983, Mullova ed il suo compagno, Vakhtang Jordania (che si era qualificato come pianista accompagnatore allo scopo di fuggire insieme a lei) hanno lasciato l'albergo a Kuusamo del quale erano ospiti, dopo che Jordania aveva detto all'ufficiale del KGB, incaricato di sorvegliarli, che la violinista soffriva per i postumi di una sbornia. In Svezia hanno chiesto asilo politico. Ma, in quel periodo, la polizia, in Svezia, trattava i giovani musicisti disertori come qualsiasi altra persona che chiedesse asilo. Hanno suggerito loro di rimanere in albergo durante il fine settimana e di aspettare che aprisse l'Ambasciata americana. Per due giorni sono rimasti nascosti in camera, con falsa identità, senza azzardarsi nemmeno a scendere nella hall dell'albergo. Era solo questione di prudenza, infatti le loro fotografie erano su tutte le prime pagine dei giornali. Dopo due giorni passeggiavano per Washington con il visto americano d'entrata in tasca.
Dal 2001 suona con la pianista Katia Labèque; insieme hanno commissionato un brano al compositore inglese Dave Maric (*1970), Falling to the Sky per violino e pianoforte (2001, Published Norsk Musikforlag, Oslo), ed hanno effettuato la prima esecuzione il 1º febbraio 2002 a Siena.
Dopo aver vissuto qualche anno negli Stati Uniti d'America, la violinista si è trasferita a Londra dove attualmente risiede col marito il violoncellista Matthew Barley e i suoi tre figli.
Uno dei tre è Misha Mullov-Abbado avuto da una relazione con Claudio Abbado.

## Discografia
- Tchaikovsky, Sibelius: Violin Concertos, Boston Symphony Orchestra, Seiji Ozawa, (Philips, CD416821-2) (1985)
- Vivaldi, The Four Seasons - Chamber Orchestra of Europe/Christoph Marks/Claudio Abbado/Douglas Boyd/Marieke Blankestijn/Matthew Wilkie/Viktoria Mullova, 1987 Philips
- Vieuxtemps, Paganini: Violin Concertos, Academy of St Martin in the Fields, Neville Marriner, Philips CD422332-2 (1988)
- Shostakovich, Prokofiev: Violin Concertos, Royal Philharmonic Orchestra, André Previn, (Philips CD422364-2) (1988)
- Stravinsky, Ravel, Prokofiev: Sonatas, con Bruno Canino, piano, Philips CD426254-2 (1989)
- Mendelssohn: Violin Concerti, Academy of St Martin in the Fields, Neville Marriner, (Philips CD432077-2) (1990)
- Brahms: Violin Concerto, Berlin Philharmonic, Claudio Abbado, Philips CD438998-2 (1992)
- Brahms, Beethoven: Trios, André Previn, piano, Heinrich Schiff, violoncello, (Philips CD442123-2) (1993)
- Prokofiev, Debussy, Janacek: Sonatas for violin and piano, con Piotr Anderszewski, piano, (Philips CD446091-2) (1994)
- Brahms Violin Sonatas, Piotr Anderszewski, piano, Philips CD446709-2 (1995)
- Brahms Violin Concerto, 3 Sonatas (Philips, 446 709-2), con Piotr Anderszewski, Andrè Previn (1997)
- Bartók and Stravinsky Violin Concertos (Philips, 456 542-2), con la Los Angeles Philharmonic Orchestra/Esa-Pekka Salonen, (Philips CD456542-2) (1997)
- Through the Looking Glass, musica di Alanis Morissette, Youssou N'Dour, Miles Davis, The Beatles, The Bee Gees, Duke Ellington, Weather Report (arr. Matthew Barley), con Julian Joseph, Matthew Barley, Steve Smith, Paul Clarvis, Colin Currie e Sam Walton), Philips CD464184-2 (2000)
- Bartók, Janacek, Debussy, Prokofiev & Stravinsky Violin Sonatas, con Piotr Anderszewski e Bruno Canino (Philips –475 7460)
- Mozart: Violin Concertos Nos. 1, 3-4 (Philips, 470 292), con l'Orchestra of the Age of Enlightenment, (Philips,CD470292-2) (2001)
- Beethoven / Mendelssohn Violin Concertos (Philips, 473 872-2), con l'Orchestre Revolutionnaire et Romantique / John Eliot Gardiner, (Philips, CD473872-2) (2003)
- Heinrich Schiff, Berliner Philharmonic Orchestra, Claudio Abbado, Philips 475 7454
- Stravinsky, Bartók, Shostakovich, Prokofiev: Violin Concertos, Los Angeles Philharmonic Orchestra, Royal Philharmonic Orchestra, Esa-Pekka Salonen, André Previn, Philips 475 7457
- Vivaldi 5 violin concertos (Onyx 4001), con Il Giardino Armonico, (2005)
- Franz Schubert: Octet for clarinet, horn, bassoon, string quartet and double bass, D803, in F Major, Mullova Ensemble, (Onyx 4006);
- Recital (Onyx 4015), con Katia Labèque, (2006)
- Bach, Violin Concertos & Partitas - The Mullova Ensemble/Viktoria Mullova, 2006 Decca/Philips
- Brahms: Violin Concerto, 3 Violin Sonatas, Piano Trio, Op. 8 - Berliner Philharmoniker/Claudio Abbado/Viktoria Mullova, 2006 Decca/Philips
- JS Bach sonatas (Onyx 4020), con Ottavio Dantone, (2007)
- Vivaldi, Conc. per 2 vl. (RV 516, 511, 524, 509, 523) - Giuliano Carmignola/Viktoria Mullova/Venice Baroque Orchestra/Andrea Marcon, 2008 Deutsche Grammophon/Archiv
- Bach, 6 Solo Sonatas & Partitas - Viktoria Mullova, 2009 Viktoria Mullova/PM Classics
- Bach, Concertos - Accademia Bizantina/Ottavio Dantone/Viktoria Mullova, 2013 ONYX